# Tháp Po Nagar
Yang Po Inư Nagar hay Yang Pô Ana Gar (Inư, Ana trong tiếng Chăm, Eđê, Jarai theo âm cổ gốc có nghĩa là Mẹ) (tên đầy đủ là Po Inư Nagar, hay còn gọi là Po ANagar) là ngôi đền Chăm Pa nằm trên đỉnh một ngọn đồi nhỏ cao khoảng 10-12 mét so với mực nước biển, ở cửa sông Cái (sông Nha Trang) tại Nha Trang, cách trung tâm thành phố khoảng 2 km về phía bắc, nay thuộc phường Vĩnh Phước. Tên gọi "Tháp Po Nagar" được dùng để chỉ chung cả công trình kiến trúc này, nhưng thực ra nó là tên của ngọn tháp lớn nhất cao khoảng 23 mét. Ngôi đền này được xây dựng trong thời kỳ đạo Hindu (Ấn Độ giáo) đang cường thịnh khi Chăm Pa trong giai đoạn có tên gọi là Hoàn Vương quốc, vì thế tượng nữ thần có hình dạng của Uma, vợ của Shiva.

## Truyền thuyết
Nữ vương Po Ina Nagar (còn gọi là Yang Pô Nagara, Po Ana gar (ana trong tiếng Chăm Eđê, Jrai có nghĩa là Mẹ theo âm cổ) hay Bà Đen mà người Việt gọi là Thiên Y Thánh Mẫu Ana) là vị nữ thần được tạo nên bởi áng mây trời và bọt biển, người tạo dựng ra Trái Đất, sản sinh gỗ quý, cây cối và lúa gạo. Bà có 97 chồng, trong đó chỉ một mình Po Yan Amo là người có uy quyền và được tôn trọng hơn cả. Bà có 38 người con gái, tất cả đều hóa thân thành nữ thần, trong đó có ba người được người Chăm chọn làm thần bảo vệ đất đai và còn thờ phụng cho tới ngày nay: Po Nagar Dara - nữ thần Kauthara (Khánh Hòa); Po Rarai Anaih - nữ thần Panduranga (Phan Rang) và Po Bia Tikuk - nữ thần Manthit (Phan Thiết).
Tương truyền, tượng bà Thiên Y Thánh Mẫu Ana theo tín ngưỡng phồn thực của người Chăm, không có quần áo. Po Nagar hiện nay được người Việt Nam sử dụng, nhưng đã cho nữ thần ăn mặc theo kiểu Phật. Ngôi đền này cũng nổi tiếng đối với các du khách.
Để tìm hiểu thêm về ảnh hưởng tôn giáo của vị nữ thần này, có thể xem thêm "The Vietnamization of Po Nagar" của Nguyễn Thế An, trong loạt bài giảng về quá khứ Việt Nam, được chỉnh sửa bởi K.W. Taylor và John K. Whitmore, chương trình Đông Nam Á, Đại học Cornell, Ithaca, NY 1995

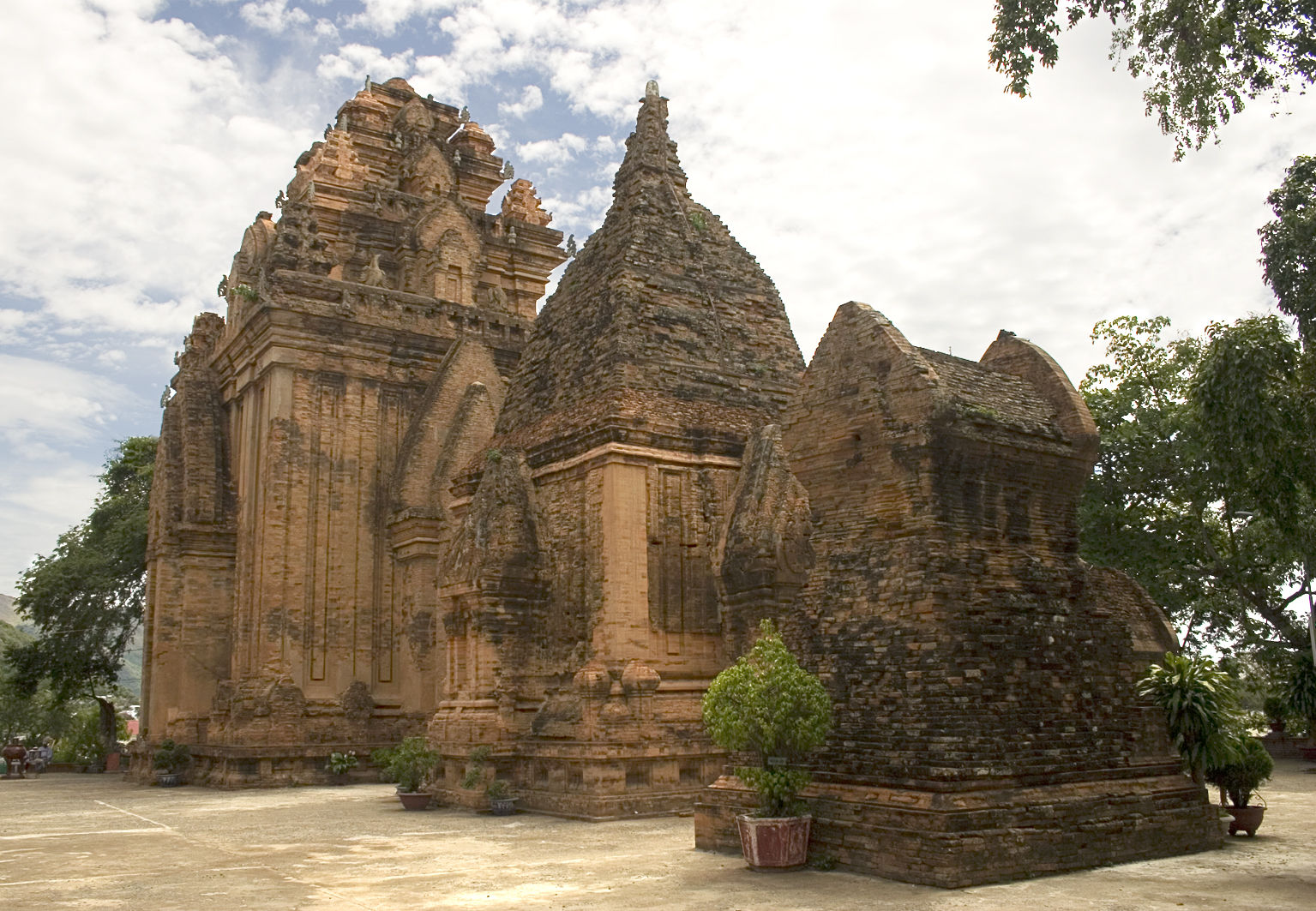
Cụm tháp tại Po Nagar

## Lịch sử
Ngôi tháp bằng gỗ trước kia thờ nữ vương Jagadharma (công chúa Tchou Koti hay Thiên Y Thánh Mẫu) (cai trị Lâm Ấp từ năm 646 đến năm 653) được Prithi Indravarman cho xây dựng lại bằng vật liệu cứng tại Aya Tră (Nha Trang), trên một ngọn đồi cao cạnh cửa sông Cái (Xóm Bóng), để thờ tượng nữ thần Bhagavati (làm bằng vàng). Năm 774, quân Nam Đảo (nay là Java, Indonesia) vào cướp phá. Đền Po Nagar, bị quân Nam Đảo phá hủy, sau đó được Satyavarman cho dựng lại bằng gạch, năm 784 thì hoàn thành và tồn tại cho tới ngày nay, nhưng cũng đã bị hủy hoại một phần đáng kể. Sau này quốc vương Harivarman I và con trai ông là Vikrantavarman III sau này có thể đã lần lượt xây dựng thêm 5 tháp nữa.
Những cấu trúc xây dựng còn sót lại có niên đại sớm nhất, theo Trần Kỳ Phương là mandapa - nó đã được xây dựng vào thời gian nào đó trước khi có câu khắc trên bia vào năm 817, có nói tới nó. Trần Kỳ Phương cho rằng tháp nhỏ ở phía tây bắc có niên đại khoảng thế kỷ X, và ngôi tháp chính có niên đại khoảng thế kỷ XI.
Những bia ký còn sót lại ở Po Nagar cho người ta thấy được dấu vết của một quốc gia hùng mạnh đã từng tồn tại trong quá khứ.

## Kiến trúc

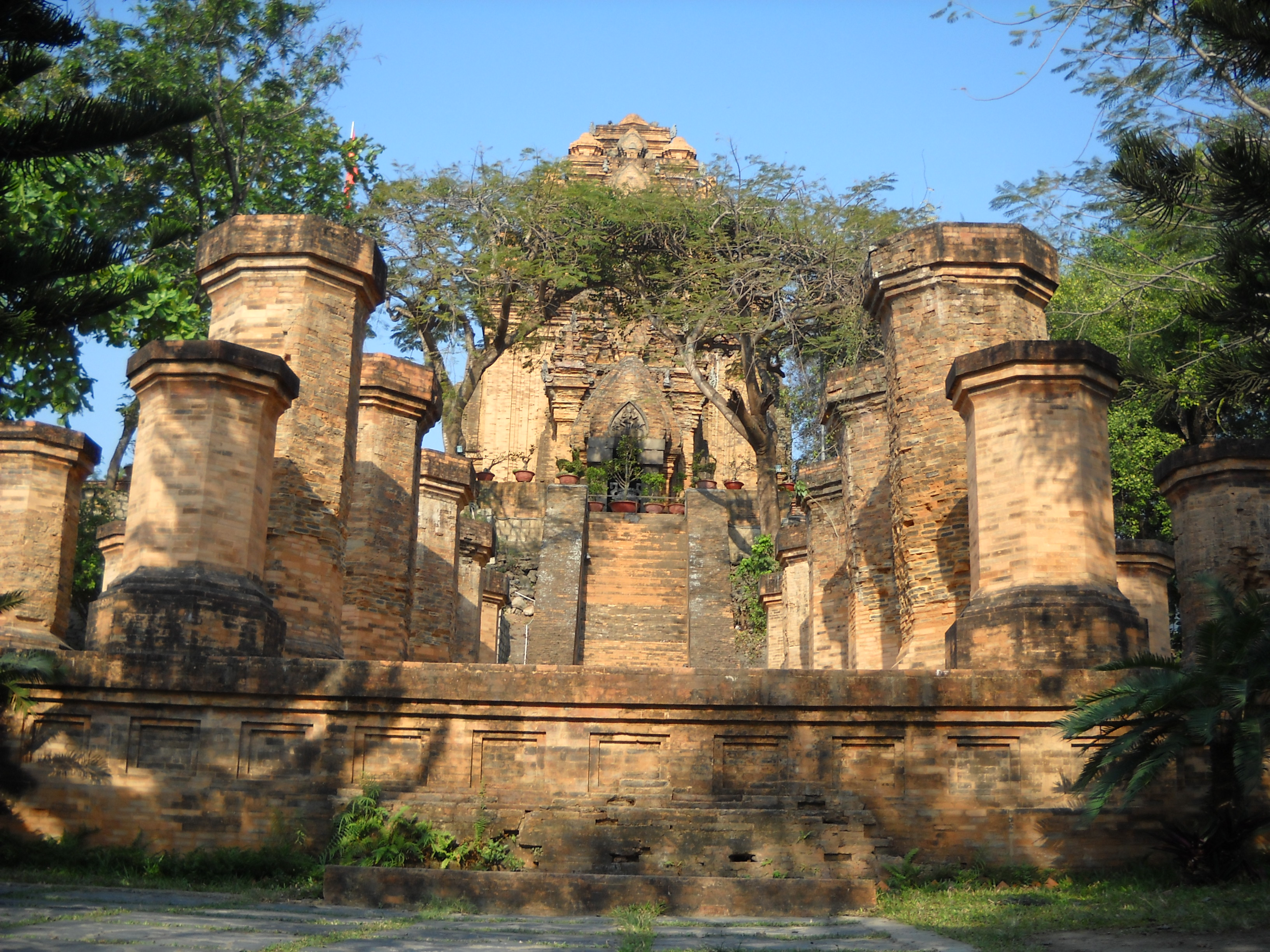
Dãy cột bình đài phía trước cụm tháp

Tổng thể kiến trúc của tháp Po Nagar gồm 3 tầng, đi từ dưới lên trên.
- Tầng thấp: Ngang mặt đất bằng là ngôi tháp cổng mà nay đã không còn nữa. Từ đấy có những bậc thang bằng đá dẫn lên tầng giữa.
- Tầng giữa: Nơi đây hiện chỉ còn hai dãy cột chính bằng gạch hình bát giác, mỗi bên 5 cột có đường kính hơn 1 mét và cao hơn 3 mét. Ở hai bên các dãy cột lớn có 12 cột nhỏ và thấp hơn, tất cả lại nằm trên một nền bằng gạch cao hơn 1 mét. Dựa vào cấu trúc này người ta cho rằng đây vốn là một tòa nhà rộng lớn có mái ngói, là nơi để khách hành hương nghỉ giải lao và sắm sửa lễ vật trước khi lên dâng cúng ở các điện bên trên. Từ tầng giữa này, lại có một dãy bậc thang bằng gạch dốc hơn dẫn lên tầng trên cùng.
- Tầng trên cùng: Là nơi các tháp được xây dựng, ngay trước mặt ngôi tháp chính. Những bậc thang từ lâu đã không hề được sử dụng. Bậc thang bằng đá ong.thấy hiện nay ở phía nam tháp Bà rộng lớn hơn được xây vào thập niên 1960 do nhu cầu du lịch gia tăng.

Ở tầng trên, có hai dãy tháp được bao quanh bởi bốn bức tường đá mà nay chỉ còn lưu lại tường phía tây và nam mà thôi. Dãy tháp phía trước có 3 ngôi, và dãy phía sau vốn có dấu vết của 3 ngôi tháp khác, thế nhưng nay chỉ còn 1, chúng chạy song song với nhau. Cả bốn tháp còn lại được xây dựng theo kiểu tháp của người Chăm, gạch xây rất khít mạch, không nhìn thấy chất kết dính. Lòng tháp rỗng tới đỉnh, cửa tháp quay về hướng đông. Mặt ngoài thân tháp có nhiều gờ, trụ, đấu. Trên đỉnh các trụ, thường đặt gạch trang trí hoa văn hình vòm tháp, trông như chiếc tháp nhỏ đặt lên một tháp lớn. Trên thân tháp còn có nhiều tượng và phù điêu bằng đất nung, trong đó có hình Po Nagar, thần Tenexa, các tiên nữ, các loài thú: nai, ngỗng vàng, sư tử...

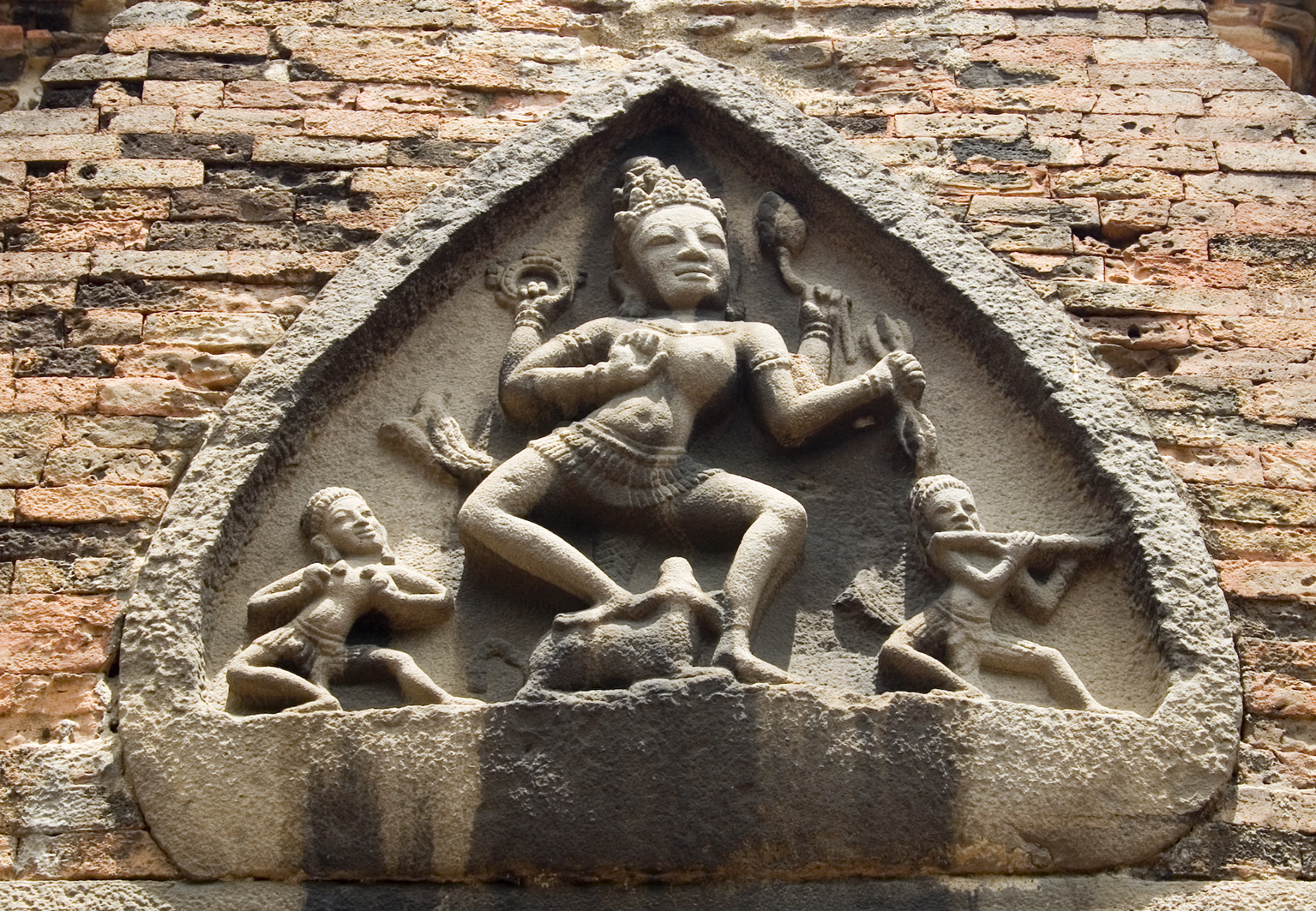
Hình nữ thần Durga đang múa giữa hai nhạc công ở tháp chính

Tháp thờ chính ở dãy trước khá lớn và cao khoảng 23 mét, là tháp Po Nagar, mà ta hay gọi là tháp Bà. Nguyên thủy chính là tháp thờ thần Parvati, vợ của Shiva. Tháp chính thờ thần Po Nagar (Umar), vợ của thần Siva. Tháp Bà xây 4 tầng, mỗi tầng đều có cửa, tượng thần và hình thú bằng đá, ở 4 góc có 4 tháp nhỏ. Bên trong là tượng nữ thần (cao 2,6 m) tạc bằng đá hoa cương màu đen (trước đó là gỗ trầm hương, và xa hơn nữa là bằng vàng) ngồi trên bệ đá uy nghiêm hình đài sen, lưng tựa phiến đá lớn hình lá bồ đề. Đây là một kiệt tác về điêu khắc Chămpa, là sự kết hợp hài hòa giữa kỹ thuật tượng tròn và chạm nổi. Người Pháp đã lấy mất đầu tượng, nay chỉ còn đầu tượng bằng xi măng vẽ mặt. Rải rác quanh di tích còn có một số tượng người, tượng thú... Trên đỉnh tháp có tượng thần Shiva cưỡi trâu thần Nandin, và các tượng linh vật như chim Thiên Nga, dê, voi v.v. Mặt ngoài tường tháp lại được trang trí bởi những hình điêu khắc vào đá như những vũ công, người chèo thuyền, xay gạo hay đi săn với cung tên. Cửa chính ở phía đông dẫn vào một tiền sảnh, ở hai bên cửa có hai trụ đá được khắc truyền ký, đỡ một phiến đá hình thuẫn có khắc hình nữ thần Durga đang múa giữa hai nhạc công. Bên trong tháp tối và lạnh. Cuối tháp có một bệ thờ bằng đá bên dưới tượng Bà Po Nagar với mười cánh tay. Hai bàn tay dưới đặt trên hai đầu gối, các bàn tay khác thì cầm những vật dụng như đoản kiếm, mũi tên, chùy và cây lao ở bên phải và chuông, đĩa, cung và tù và ở bên trái.

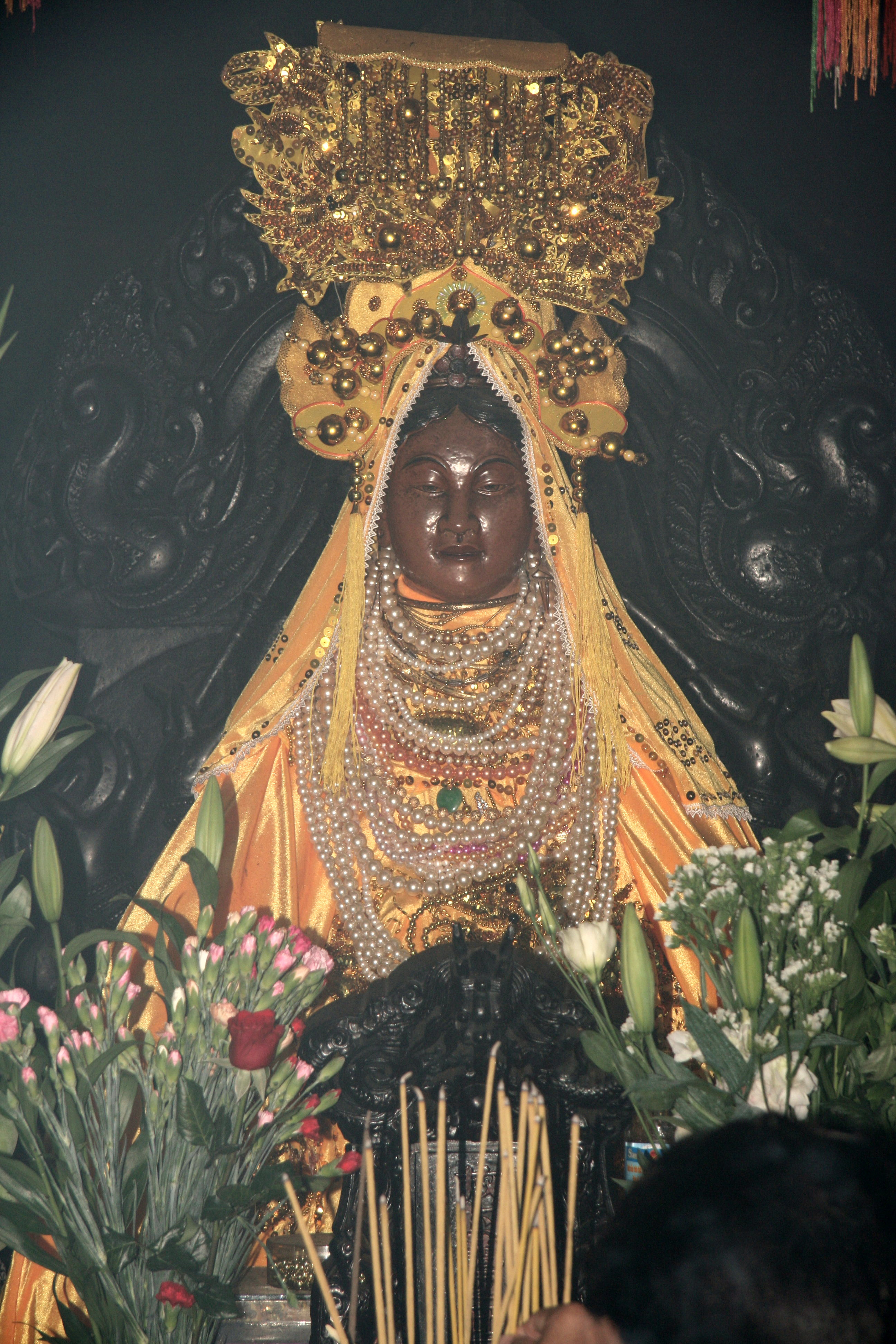
Tượng Yang Po ANagar hay theo cách gọi của người Việt là Thánh Mẫu Thiên Y A Na

Các tháp khác thờ: thần Siva (một trong ba vị thần tối cao của Ấn Độ giáo), thần Sanhaka, thần Ganeca (theo truyền thuyết là con trai thần Siva). Bên cạnh tháp chính về phía nam khoảng 20 mét là một ngôi tháp khác nhỏ và ít trang trí điêu khắc hơn, cao chừng 12 mét, có thể là tháp thờ thần Shiva. Cách tháp này cũng về hướng nam là một tháp còn nhỏ hơn. Bên trong tháp không có bệ thờ mà chỉ có một linga (thạch trụ), và đây là tháp thờ thần Ganesa, thân người đầu voi, con của Shiva. Nhiều tác giả cho rằng linga là linh tượng có hình thù dương vật tượng trưng cho Shiva, dựa theo sự diễn dịch của phương Tây hơi thiên về tình dục. Thực ra, linga tiêu biểu là một trụ đá thấp có ba phần khác nhau tượng trưng cho ba linh thể: phần dưới là hình vuông tượng trưng cho Brahma, phần giữa hình bát giác tượng trưng cho Vishnu, và phần trên cùng hình tròn tượng trưng cho Rudra (hay còn gọi là Shiva). Vì thế gọi là "linh thạch trụ" thì thích hợp hơn.
Ở dãy tháp phía sau có một ngôi tháp, tương đối ít hư hại nhất ở mạn bắc, với mái dài hình yên ngựa. Kiểu mái này chỉ thấy bắt đầu ở những tháp vùng Đồ Bàn - Vijaya (Bình Định ngày nay) sau khi kinh đô được dời xuống từ Mỹ Sơn, Trà Kiệu ở thế kỷ XI. Ở tường có những hình điêu khắc như thần điểu Garuda, sư tử, các tiên nữ Apsara, rắn thần Naga. Chính dưới nền của tháp này trong khi tu sửa đầu thế kỷ XX, thực dân Pháp đã khám phá và lấy mất một kho tàng được cất dấu gồm những vật cúng dường bằng vàng và bạc.
Ngày nay 2 tháp khác ở phía tây nam là tây đã bị phá hủy. Sự phân bố này làm cho người ta có sự so sánh thú vị với các tháp gạch ở Lolei, gần Angkor Wat tại Campuchia, đã được xây dựng vào thế kỷ VIII.
Nhóm tháp Chàm được xây dựng và tu bổ qua nhiều thời kỳ từ thế kỷ VII đến thế kỷ XII. Tháp Bà có thể do quốc vương Hoàn Vương Quốc là Harivarman I xây dựng vào khoảng những năm 813-817. Trải qua mưa nắng của thời gian, tháp bị hư hại. Thời Pháp thuộc, trường Viễn Đông Bác Cổ đã tổ chức tu sửa: dùng gạch xây lại nhiều phần và đắp một số tượng lên thân tháp. Trong thời kỳ chiến tranh, nhiều hiện vật bị mất cắp.

## Các bia ký
Tháp Bà còn lưu lại nhiều bia ký cổ nhất của người Chăm. Bergaigne, một nhà khảo cổ học người Pháp đã liệt kê các bia ký theo thời gian như sau:
- Nhóm A: Trên bia đá hình lục giác, do vua Satyavarman dựng năm 781 ghi chuyện tháp bị giặc biển đốt phá năm 774, việc xây dựng tượng thần Sri Satya Mukhalinga vào năm 784.
- Nhóm B: Do vua Vikrantavarman III ghi lại công lao xây dựng của các tiên vương.
- Nhóm C và nhóm D: Do vua Vikrantavarman II ghi các lễ vật dâng cúng chư thần.
- Nhóm E: Ghi việc vua Indravarman II dựng pho tượng Bhagavati (tức Po Nagar) bằng vàng vào năm 918; pho tượng này về sau bị người Khmer xâm lăng cướp đi, và đã được thay thế bằng tượng bằng đá vào năm 965.

Bia đá ở hai bên cửa tháp chính ghi lại việc cúng ruộng và dân công nô lệ cho nữ thần. Bia ở phía nam của tháp chính ghi việc vua Jaya Harivarman I ca tụng thần Yang Po Nagar vào năm 1178. Bia ở phía bắc tháp chính ghi việc dựng đền thờ thần Bhagavati Matrilingesvara vào năm 1256. Ngoài ra còn bia đá dựng năm 1050 của vua Paramesvaravarman I ghi việc tái lập tượng Bà, việc dâng cúng ruộng đất và nô lệ đủ sắc tộc: người Campa (Chăm), Kvir (Khmer), Lov (Tàu), Pukan (Mã), Syam (Xiêm) vv... Bia của vua Rudravarman III (Chế Củ) dựng năm 1064 ghi việc xây cổng tháp rất tốn kém, và liệt kê những cống phẩm quý giá. Bia năm 1143 ghi lời xưng tụng Bà. Bia năm 1165 của vua Indravarman IV ghi việc dâng cúng một kim mão cho nữ thần Bhagavati Kautharesvati (Dựa vào lời ghi này có thể tạm dịch là "Đức thánh mẫu vùng Kauthara" và so sánh với các bia khác, có thể đoán là người Chăm chỉ thờ thần Parvati như Thánh Mẫu của từng địa phương; ví dụ ở Phú Yên và Ninh Thuận cũng có tháp thờ Thánh Mẫu của vùng đó, chứ chưa hẳn là ở mức độ toàn xứ Chiêm Thành). Các bia sau cùng ở thế kỷ thứ XIII hay XIV tiếp tục ghi những vật dâng cúng Bhagavati.

## Lễ hội
Lễ hội Tháp Bà diễn ra từ ngày 21 đến ngày 23 tháng 3 âm lịch hàng năm. Lễ hội này đã được Bộ Văn hóa Thông tin Việt Nam xếp hạng là một trong 16 lễ hội quốc gia vào năm 2001. Những năm gần đây, Lễ hội Tháp Bà được tỉnh Khánh Hòa giao cho Sở Văn hóa Thông tin tổ chức.